# Dżabal Siman
Dżabal Siman – jedna z 10 jednostek administracyjnych drugiego rzędu (dystrykt) muhafazy Aleppo w Syrii.
W 2004 roku dystrykt zamieszkiwało 2 413 878 osób.